# ندوشن
ندوشن منطقه‌ای در شهرستان میبد که شامل چند روستا از جمله هفتهر و سورک و صدرآباد و علویه و نیوک است. شهر ندوشن مرکز بخش ندوشن است که در کنار جاده باستانی یزد - اصفهان (جاده ورزنه به تالاب گاوخونی جا دارد. فاصله نُدوشن تا شهر یزد با سرعت متوسط اتومبیل، حدود یک ساعت است و تا شهرستان ورزنه استان اصفهان ۹۵ کیلومتر فاصله دارد که حدود ۳۵ کیلومتر از مسیر خاکی است.

## جمعیت
بر پایه سرشماری عمومی نفوس و مسکن در سال ۱۳۹۵ جمعیت این شهر ۲٬۳۵۱ نفر (۷۹۱ خانوار) بوده است.

## در قدیم
محمد مهریار استاد ادبیات دانشگاه اصفهان دربارهٔ ندوشن و واژه‌شناسی آن آورده است:
ندوشن دیه بزرگ یا شهرک کوچکی است پرجمعیت با آب خوب و اصالت کهن. از مردم یزد شنیده شد که آن را با ضم نون اول، نُدوشن تلفظ می‌کنند؛ ولی به هر صورت نامی است دلاویز و خوش آهنگ. هوایی معتدل و سرزمین کم و بیش کوهستانی دارد و آب قنات‌های آن هم کم نیست. استحکام مبانی اخلاقی، یک رنگ تکلم خاص که صبغه و نشانی از گویش کهن گذشته است هنوز در میان مردم باقی است و نشانه‌های دیگری از تمدن کهن، سبک ساختمان‌ها و پی‌های ستبر و برخی بادگیرها یادآور همان روزگارانی است که این دیه سرسبز و خرم و پرآب بوده است و رفته رفته به‌صورت حاضر درآمده و هنوز رنگ تمدن کهن و علائم آن در اطراف دیده می‌شود 
قدیمی‌ترین اثر تاریخ دار ندوشن منبر چوبی مسجد جامع است که مربوط به قرن ششم هجری است در کتب تاریخی یاد ندوشن در تاریخ یزد بکرات آمده است در دوران اتابکان یزد از شکارگاه‌های پر برکت ندوشن بارها نام بمیان آمده است وجود رباط خرگوشی که بنا به گفته ایرج افشار بزرگ‌ترین و خوش طرحترین رباط عهد شاه عباسی است نشان از اهمیت ندوشن و مسیر عبور آن در عهد مذکور را دارددر برخی از کتب تاریخی راه اصلی پارس به سمت سیستان از ابرقو ندوشن و میبد می‌گذشته است.
<<<فرهنگ جغرافیایی ایران جلد ۱۰ در مورد ندوشن می‌نویسد: بخش ندوشن جزء شهرستان میبد است، در ۳۴۰۰۰ گزی شمال غربی خضرآباد و ۴۰ کیلومتری میبد می‌باشد. در منطقه کوهستانی معتدل هوائی واقع است و ۱۹۷۴ نفر سکنه دارد. آبش از قنات نصرآباد، محصولش غلات، شغل اهالی زراعت و کرباس‌بافی است در گذشته‌های دور شغل مردم نصرآباد عمدتاً کشاورزی برای مردم ندوشن وده واستخراج فلز از معادن ندوشن بوده است آثار وبقایای این امر در معادن باستانی مس وآهن ندوشن مشهود است ولی با تغییر صنعتی این مشاغل در ندوشن رنگ باخته است همچنین به دلیل مراتع مناسب عده‌ای از عشایر به مراتع از نصرآباد کوچ کرده و سپس در ندوشن سکنی گزیده‌اند. .

## آثار باستانی
ندوشن دارای آثار باستانی زیادی است، که می‌توان به منارجنبان، قلعه سفیده، آبشار سفیده، سنگ نگاره‌های کوه سرخ، آب‌انبارهای ندوشن اشاره کرد. سایر آثار تاریخی شهر ندوشن شامل: برج و باروهای اطراف شهر، قلعه سفیده ندوشن با قدمت افشاریه، خانه قلعه ایها، خانه کلانتری، خانه استاد حیدری‌ها، با قدمت ایلخانی، مسجدجامع با قدمت ۶۳۶ قمری، مسجد آمنه گل با سنگ نوشته ۷۷۷ هجری قمری، مقبره شیخ زین الدین علی خاموش که به دست مولانا سلطان حسین ندوشنی در عهد شاه عباسی بنا شده است، امامزاده مامانیک، معدن استخراج مس باستانی، تپه آسنگلان با خشت‌های معماری هخامنشی، آسیابهای آبی، ده‌ها سنگ قبر با قدمت ۴۰۰ تا ۸۰۰ ساله منبر چوبی مسجد جامع با قدمت قرن ششم هجری، ده‌ها منزل مسکونی در بافت قدیم با قدمت ایلخانی تا پهلوی، رباط خرگوشی کاروانسرای خرگوشی ندوشن، حسینه سورک، قلعه هفتهر، غار نباتی ندوشن، غار اشکفت یزدان در هفتهر، غار بهار هفتهر.